# Biergarten

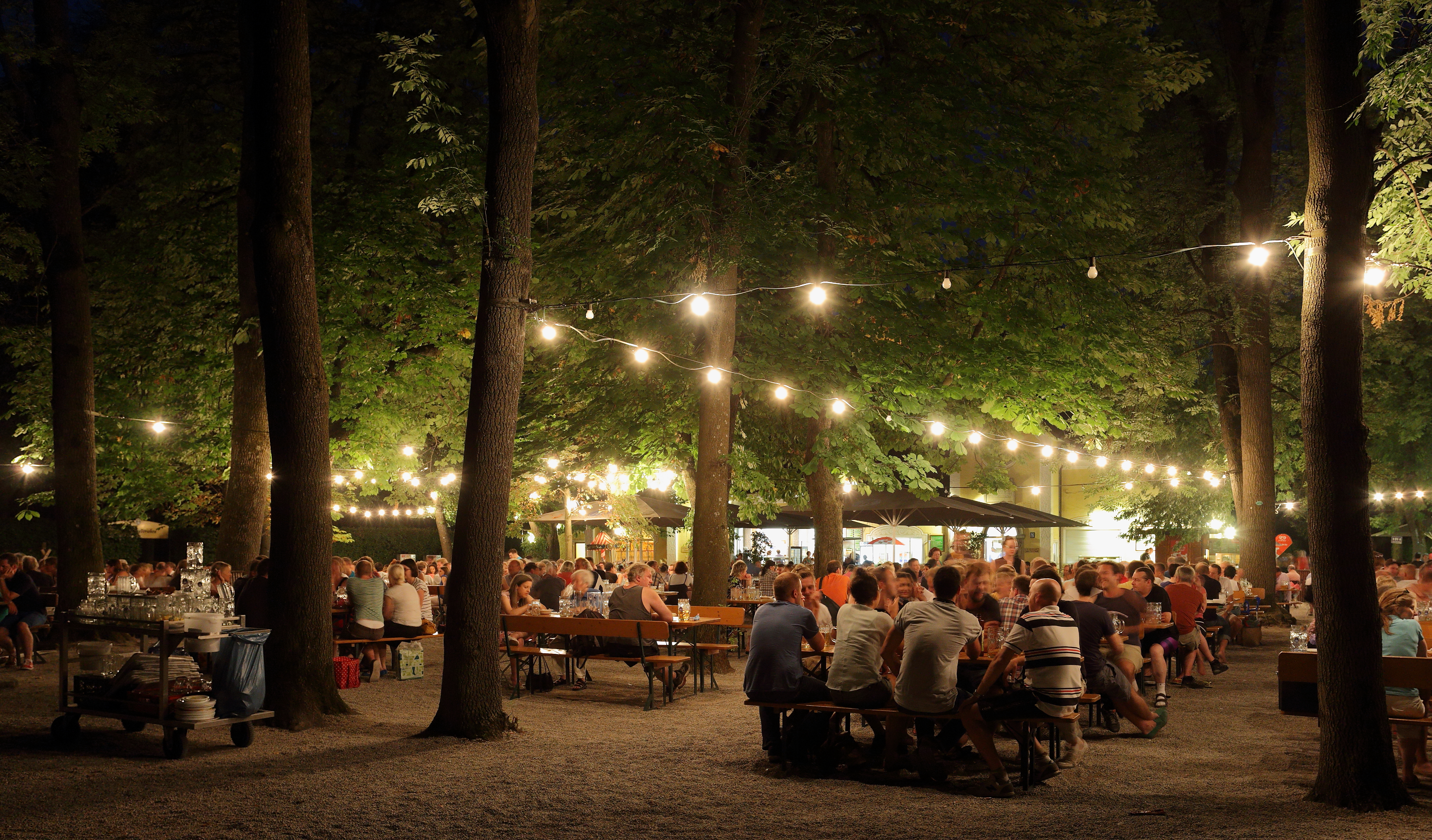
Biergarten w letni wieczór w Monachium

Biergarten – typowy niemiecki ogródek piwny.

## Opis
Ogródki te, popularne zwłaszcza w Bawarii, powstały w Niemczech w XIX wieku. Podawane w nich piwo określa się na ogół jako ein Mass, czyli jedna miara; natomiast typowymi dla tych ogródków potrawami są m.in. pieczone uda bądź nogi świni.
Najsłynniejszy tradycyjny Biergarten znajduje się w monachijskim Hirschgarten.